# Leucoma horridula
Leucoma horridula är en fjärilsart som beskrevs av Collenette 1934. Leucoma horridula ingår i släktet Leucoma och familjen tofsspinnare. Inga underarter finns listade i Catalogue of Life.